# 26732 Damianpeach
26732 Damianpeach è un asteroide della fascia principale. Scoperto nel 2001, presenta un'orbita caratterizzata da un semiasse maggiore pari a 2,2846944 UA e da un'eccentricità di 0,1026115, inclinata di 2,37641° rispetto all'eclittica.